# 45690 Janiradebaugh
45690 Janiradebaugh este o planetă minoră (asteroid), cu un diametru de 4,178 km, din centura de asteroizi. A fost descoperită pe 4 martie 2000 la Catalina Station⁠(d) de Catalina Sky Survey. 
Obiectul prezintă o orbită caracterizată de o semiaxă mare de 2,6105153294094 UAi, o excentricitate de 0,18917174325305, o înclinație de 12,191512392231 ° în raport cu ecliptica.